# Kresna (ort i Bulgarien)
Kresna (bulgariska: Кресна) är en ort i Bulgarien.   Den ligger i kommunen Obsjtina Kresna och regionen Blagoevgrad, i den sydvästra delen av landet, 110 km söder om huvudstaden Sofia. Kresna ligger 316 meter över havet och antalet invånare är 4 117.
Terrängen runt Kresna är kuperad åt sydost, men åt nordväst är den bergig. Kresna ligger nere i en dal. Närmaste större samhälle är Simitli, 16,9 km norr om Kresna. 
Trakten runt Kresna består i huvudsak av gräsmarker. Runt Kresna är det ganska glesbefolkat, med 38 invånare per kvadratkilometer.